# Patrício Sporer
Patritius Sporer (Passau, Baviera -  Passau, Baviera, 29 de maio de 1683) foi um religioso da ordem dos Franciscanos e um teólogo moralista alemão.
Ingressou na Ordem dos Frades Menores em 1637 no convento da sua cidade natal, que então fazia parte da Província religiosa de Strasburgo. Lecionou teologia por muitos anos e obteve o titulor de "Lector jubilatus" e foi também o teólogo do bispo de Passau.

## Obras
Sporer é autor de várias obras, dentre elas destacam-se:
- (1) "Amor Dei super omnia" (Würzburg, 1662);
- (2) "Actionum humanarum immediata regula Conscientia moraliter explicata atque ad disputationem publicam exposita" (Würzburg, 1660);
- (3) "Theologia moralis, decalogalis et sacramentalis" (3 folio vols., 1681; re-edited, Salzburg, 1692; Venice, 1724, 1726, 1755, 1756).

Algumas edições receberam anotações adicionais de K. Kazenberger e Ch. Mayr, dois Franciscanos moralistas. Uma edição com suplementos foi feita por Irenæus Bierbaum, O. F. M. (3 vols. 8vo, Paderborn, 1897–1901; 2nd ed., 1901-5).
Alphonsus Liguori muitas vezes o cita e Lehmkuhl o inclui entre o número dos autores clássicos de teologia moral. 
Para o seu sistema moral segue o probabilismo. Nas questões em litígio entre Tomás de Aquino e Duns Scotus defende e segue este último, como por exemplo na questão das ações humanas indiferentes. Muitas vezes Sporer baseia-se em sua própria experiência como diretor espiritual para escrever.

## Ligação externa
- Catholic Encyclopedia. Artigo em,